# Contea di Muscatine
La contea di Muscatine (in inglese Muscatine County) è una contea dello Stato dell'Iowa, negli Stati Uniti. La popolazione al censimento del 2000 era di 41 722 abitanti. Il capoluogo di contea è Muscatine.